# 1533
1533 (MDXXXIII) fue un año común comenzado en miércoles del calendario juliano.

## Acontecimientos
- Imperio de Rusia y comienzo de la expansión siberiana.
- 25 de enero: El rey Enrique VIII de Inglaterra se casa con Ana Bolena, su segunda reina consorte.
- 1 de junio: Fundación de Cartagena de Indias por Pedro de Heredia.
- 15 de noviembre: Manco Inca Yupanqui y sus aliados andinos toman posesión de Cuzco.

## Arte y literatura
- Tiziano - Retrato de Carlos VI.
- Hans Holbein el Joven - Retrato de Los embajadores.

## Nacimientos
- 28 de febrero: Michel de Montaigne, escritor francés (f. 1592)
- 24 de abril: Guillermo de Orange, líder de la revolución de los Países Bajos contra España (f. 1584)
- 7 de agosto: Alonso de Ercilla, autor de La Araucana (f. 1594)
- 13 de agosto: Alessandro Mazzola, pintor italiano (f. 1608)
- 7 de septiembre: Isabel I de Inglaterra, reina (f. 1603)
- 13 de diciembre: Erico XIV, rey de Suecia (f. 1577)
- Martín Ruiz de Gamboa, conquistador español. (f. 1590)
- Juan de Ahumada: conquistador español. (f. 1610)

## Fallecimientos
- 25 de junio: María Tudor, reina consorte de Francia.
- 6 de julio: Ludovico Ariosto, poeta italiano y autor de Orlando Furioso (n. 1474)
- 12 de julio: Chaitania, santón hinduista, fundador del krisnaísmo bengalí (n. 1486).
- 26 de julio: Atahualpa, último soberano del Imperio Inca ejecutado por los españoles.
- Lucas von Leyden, pintor y grabador neerlandés.
- Ambrosio Alfinger, explorador y conquistador alemán.
- Fernán Pérez de Oliva, ingeniero, humanista y escritor español.